# Бабья (река, впадает в Белое море)
Бабья — река в Ловозерском и Терском районах Мурманской области. Длина реки — 42 км.
В 32 км от устья впадает ручей Сажалый.
Река Бабья фигурирует в документах начала XVII века. Является пограничной рекой между Терским и Ловозерским районами.
Река Бабья берёт начало из большого озера Бабье на Кольском полуострове, лежащего на высоте 218 м над уровнем моря. Течёт в юго-восточном направлении. Впадает в Горло Белого моря. В низовьях порожиста.

## Данные водного реестра
По данным государственного водного реестра России относится к Баренцево-Беломорский бассейновый округ, водохозяйственный участок реки — реки бассейна Белого моря от западной границы бассейна реки Иоканга (мыс Святой Нос) до восточной границы бассейна Нивы без реки Поной. Речной бассейн реки — Бассейны рек Кольского полуострова и Карелии, впадающих в Белое море.
Код водного объекта — 02020000212101000007073.

## Примечание
1. ↑  Ресурсы поверхностных вод СССР: Гидрологическая изученность. Т. 1. Кольский полуостров / под ред. Ю. А. Елшина. — Л.: Гидрометеоиздат, 1969. — 134 с.
2. 1 2 3 4 5  Лист карты Q-37-XVII,XVIII Ручьи. Масштаб: 1 : 200 000. Состояние местности на 1978 год. Издание 1989 г.
3. 1 2 3 4  Бабья : [рус.] / verum.icu // Государственный водный реестр / Минприроды России. Дата публикации: 2021 —    .
4. ↑  Бабье // Кольский север. Энциклопедический лексикон. lexicon.dobrohot.org. Дата обращения: 6 февраля 2023. Архивировано 6 февраля 2023 года.
5. 1 2 3 4  Бабья // Кольская энциклопедия. В 5 т. Т. 1. А — Д / Гл. ред. А. А. Киселёв. — СПб. : ИС ; Апатиты : КНЦ РАН, 2008. — С. 278.
6. 1 2 3  Бабья // Географический словарь Мурманской области / авт.-сост. В. Г. Мужиков. — Мурманск : Мурман. обл. ин-т развития регион. образования, повышения квалификации пед. кадров, 1996. — С. 17. — ISBN 5-86975-023-7.
7. ↑  Закон Мурманской области об утверждении границ административно-территориальной единицы Ловозерский район. Принят Мурманской областной Думой 31 марта 2005 года. pravo.gov.ru. Дата обращения: 30 января 2023.
8. ↑  Лист карты Q-37-XV,XVI Чапома. Масштаб: 1 : 200 000.